# Ray Mancini
Ray „Boom-Boom“ Mancini (* 4. März 1961 in Youngstown, Ohio) ist ein ehemaliger US-amerikanischer Boxer italienischer Abstammung, der auch als Film- und Fernsehschauspieler tätig ist. Sein Kampf- und Spitzname „Boom-Boom“ übernahm Mancini von seinem Vater, einem ehemaligen Boxer, der das Fundament zu Mancinis Karriere legte. Von Mai 1982 bis Juni 1984 war Ray Mancini Weltmeister der World Boxing Association (WBA) im Leichtgewicht.

## Profikarriere als Boxer
Ray Mancini war in den 1980er Jahren für zwei Jahre Weltmeister der World Boxing Association. Den WBA-Titel erkämpfte er 1982 gegen Arturo Frias. Zuvor unterlag Mancini, der nach einer steilen Amateurkarriere seit 1978 Profiboxer war, jedoch in einem damals aufsehenerregenden Kampf um den Weltmeister-Titel gegen Alexis Arguello.
Einen tragischen Höhepunkt der Profikarriere bildet Mancinis Titelverteidigung im November 1982 gegen Duk Koo Kim: Mancinis Kampfgegner Kim, der um das Kampfgewicht zu erreichen, abnehmen musste und dehydriert war, erlag Tage nach dem Kampf den Verletzungen, welche er im Ring gegen Mancini erlitten hatte. Mancini war durch dieses Ereignis mental stark angeschlagen, gab seine Karriere als Profiboxer aber nicht auf. Seinen WBA-Titel verlor er erst am 1. Juni 1984 gegen Livingstone Bramble durch technischen K.O. in der 14. Runde. Den Rückkampf, der am 16. Februar 1985 stattgefunden hat, verlor er ebenfalls. Der Kampf ging über die vollen 15 Runden.
Am 6. März 1989 wollte „Boom-Boom“ Mancini sein Comeback feiern. Jedoch verlor er gegen Hector Camacho. Es ging um den WBO-Juniorenweltmeister-Titel im Weltergewicht. Auch dieser Kampf ging über die Runden, er war allerdings nur auf 12 Runden angesetzt.
Nachdem der Aufbaugegner Greg Haugen am 3. April 1992 Mancini auch besiegte, trat Mancini endgültig vom Boxsport zurück. Greg Haugen beendete den Kampf vorzeitig in Runde 7 durch technischen K.O.

## Rücktritt vom Profi-Boxsport und Aktivitäten als Schauspieler und Produzent
Mancini zog sich erst 1994, nach einer sechzehnjährigen Profikarriere, aus dem Boxsport zurück. Er hatte bereits neben seiner Box-Karriere kleinere Rollen in Film- und Fernseh-Produktionen übernommen und trat seit dem Ende der Karriere als Profiboxer verstärkt als Schauspieler und auch als Produzent in Erscheinung.
Die TV-Produktion „Heart of a Champion: The Ray Mancini Story (1985)“ (deutscher Titel: „Fäuste aus Stahl“) ist eine Verfilmung des Werdegangs Ray „Boom-Boom“ Mancinis; in ihr hat Ray Mancini eine Statistenrolle.
1998 spielte er in dem Box-Film Körper und Geist neben Rod Steiger, Tahnee Welch und Jennifer Beals eine Hauptrolle.

## Sonstiges
Der amerikanische Sänger und Songschreiber Warren Zevon widmete Mancini das Lied Boom Boom Mancini, das neben der Schlagkraft Mancinis auch den Tod Duk Koo Kims erwähnt. Zevon bilanziert in der für ihn typischen Art:
they made hypocrite judgments after the fact
But the name of the game is be hit and hit back